# 菱田義民
菱田 義民（ひしだ よしたみ、1865年9月23日〈慶応元年8月4日〉 - 没年不明）は、明治時代の政治家。官吏。朝鮮総督府官僚。山形県山形市長。

## 経歴
伊勢亀山藩領、のちの三重県に生まれる。菱田民蔵の長男。法政経済と漢学を学んだ。1879年（明治12年）滋賀県属を拝命し、石川県属、台南県内務部長、農商務省山林局属などを経て、山形県に出仕する。山形県会計課長を経て、山形市助役、1904年（明治37年）9月に山形市長に就任した。
前市長の佐治吉左衛門の後任市長の詮衡で菱田助役の市長昇格の動きがあった一方で山形土着の人を推す向きもあった。菱田は2代前の雄倉茂次郎の頃の市会の混乱を見て取った田中貴道県知事の命により、市の財務監査のため派遣されたものであった。在任中は煙草製造所の設立問題が起きた時に市政調査に尽力したほか、各般の計画を立てるなど積極的であったために多額の市費を使った。このことが非難の的となり、任期途中で自ら辞職した。その後は、朝鮮に転じ、漢城府事務官、忠清南道内務部長を歴任した。